# ريس وليامز (ممثل)
ريس وليامز (بالإنجليزية: Rhys Williams)‏ هو ممثل بريطاني وويلزي، ولد في 31 ديسمبر 1897 في المملكة المتحدة، وتوفي في 28 مايو 1969 بسانتا مونيكا في الولايات المتحدة.

## أعمال

### أفلام
- (1941) كم كان واديي مخضرا
- (1942) السيد جيم
- (1942) السيدة مينيفر
- (1942) حصاد عشوائي
- (1945) أجراس القديسة مريم
- (1945) دماء على الشمس
- (1947) ابنة المزارع
- (1953) يوليوس قيصر[2][3]
- (1954) جوني غيتار
- (1957) مقاطعة رينتري
- (1965) أبناء كيتي إلدر

## وصلات خارجية
- ريس وليامز على موقع IMDb (الإنجليزية)
- ريس وليامز على موقع أول موفي (الإنجليزية)
- ريس وليامز على موقع قاعدة بيانات برودواي على الإنترنت (الإنجليزية)
- ريس وليامز على موقع إن إن دي بي (الإنجليزية)
- ريس وليامز على موقع قاعدة بيانات الفيلم (الإنجليزية)